# Friedrich Wilhelm Ristenpart

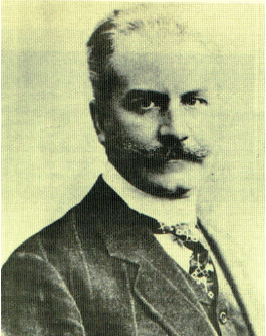
Friedrich Wilhelm Ristenpart.

Friedrich Wilhelm Ristenpart, född 8 juni 1868 i Frankfurt am Main, död 9 april 1913 i Santiago de Chile, var en tysk astronom.
Efter anställningar som assistent vid flera tyska observatorier anställdes Ristenpart 1900 anställd vid Vetenskapsakademien i Berlin för genomförandet av det stora, på hans initiativ igångsatta arbetet Geschichte des Fixsternhimmels, en systematisk gemensam bearbetning av alla i nyare tid utförda ortsbestämningar för fixstjärnorna. 
År 1908 mottog han kallelse som direktor för nationalobservatoriet i Santiago de Chile med uppdrag att där planlägga och leda uppförandet och utrustandet av ett nytt stort observatorium. Han ägnade ett brinnande intresse åt denna svåra uppgift, samtidigt med att han med de resurser, som under tiden stod till buds, organiserade och genomförde omfattande vetenskapliga arbeten. Han hade redan efter några få år gjort Santiago de Chile till centralpunkten för hela den sydamerikanska astronomiska forskningen och motsåg med iver fullbordandet av den nya stora institutionen, då genom flera omständigheter motigheter uppstod. I ett anfall av överansträngning och missmod begick han självmord.
Ristenparts vetenskapliga arbeten ligger till största delen inom fixstjärnastronomins område, och särskilt utförde han betydelsefulla undersökningar över stjärnornas egenrörelser.